# Марфіч Михайло Васильович
Миха́йло Васи́льович Ма́рфіч (1972—2014) — старший сержант Збройних сил України, учасник російсько-української війни.

## Короткий життєпис
Народився 1972 року в селі Богдан (Рахівський район, Закарпатська область). Створив родину; виховували дітей.
Мобілізований в червні 2014-го. Старший сержант, 51-ша окрема механізована бригада.
25 серпня 2014-го загинув в бою біля села Стила. 3-й батальйон бригади опинився в оточенні біля н. п. Березне — Оленівка, під постійним артобстрілом; тоді ж поліг молодший сержант Пазин Тарас Іванович. Під час танкової та артилерійської атаки російських бойовиків під Іловайськом та Старобешевим та обстрілу з РСЗВ «Град» 25-26 серпня загинули та потрапили у полон десятки військовослужбовців 51-ї бригади.
Похований в Рахові. Вдома лишилася вдова Марфіч Віта Миколаївна та двоє синів. На час смерті батька один навчався у професійному училищі, а другий — у загальноосвітній школі.

## Нагороди та вшанування
За особисту мужність і героїзм, виявлені у захисті державного суверенітету та територіальної цілісності України, вірність військовій присязі під час російсько-української війни, відзначений — нагороджений
- 27 червня 2015 року — орденом «За мужність» III ступеня,
- почесний громадянин Рахова (18.12.2014)[2]
- Його портрет розміщений на меморіалі «Стіна пам'яті полеглих за Україну» у Києві: секція 3, ряд 10, місце 4
- Вшановується 25 серпня на щоденному ранковому церемоніалі вшанування українських захисників, які загинули цього дня у різні роки внаслідок російської збройної агресії[3]
- на його честь перейменовано вулицю в Рахові.[4]